# Kosuge
Kosuge (jap. 小菅村 Kosuge-mura) – wieś w Japonii, na wyspie Honsiu, w prefekturze Yamanashi. Według danych na rok 2020 miejscowość zamieszkiwało 684 mieszkańców , a gęstość zaludnienia wyniosła 13 os./km².